# Veldtocht in noordelijk Virginia
De Veldtocht in noordelijk Virginia vond plaats tussen 19 juli en 1 september 1862 in het noordelijk deel van Virginia tijdens de Amerikaanse Burgeroorlog. Deze veldtocht is ook gekend onder de naam Tweede Bull Runveldtocht of Tweede Manassasveldtocht. Na het afslaan van de Noordelijke aanval op Richmond in de Schiereilandveldtocht en de Zevendagenslag verplaatste Robert E. Lee de strijd in noordelijke richting naar Washington D.C. Daar hoopte Lee de Army of Virginia van generaal-majoor John Pope te verslaan.
Lee was bezorgd over een samenvoeging van de legers van generaal-majoor John Pope en generaal-majoor George B. McClellan. Daarom stuurde Lee generaal-majoor Thomas J. "Stonewall" Jackson in noordelijke richting om de voorhoede van Popes leger te onderscheppen bij Gordonsville, Virginia. Op 9 augustus vond de eerste botsing plaats bij Ceder Mountain wat resulteerde in een Zuidelijke overwinning. Lee oordeelde dat McClellans leger niet langer een dreiging vormde voor Richmond, waarop hij de rest van zijn leger onder leiding van generaal-majoor James Longstreet eveneens naar het noorden stuurde. Ondertussen voerde Jackson een grote flankeerbeweging uit rond Popes rechterflank. Hij veroverde het Noordelijk depot bij Manassas Junction. Met deze manoeuvre positioneerde Jackson zijn strijdmacht tussen Pope en Washington. Hij stelde zich op in een sterke defensieve positie nabij de locatie van de Eerste Slag bij Bull Run. Op 29 augustus en 30 augustus sloeg Jackson verschillende Noordelijke aanvallen af terwijl Longstreet en Lee zijn positie naderden. Op 30 augustus viel Pope opnieuw aan. Hij werd verrast door de dubbele aanval van Longstreet en Jackson. Pope moest zijn leger terugtrekken met zware verliezen. De veldtocht eindigde met een nieuwe flankeerbeweging van Jackson waarna Pope opnieuw verslagen werd in de Slag bij Chantilly op 1 september.
Lees veldtocht tegen Pope wordt beschouwd als een briljante militaire operatie. Historicus John J. Hennessy zei hierover het volgende: "Lee heeft veel veldslagen goed gevoerd, maar deze veldtocht was toch zijn grootste."

## Achtergrond en samenstelling van de legers
Na de ineenstorting van McClellans leger na de Schiereilandveldtocht en de Zevendagenslag benoemde Abraham Lincoln John Pope tot bevelhebber van de nieuw geformeerde Army of Virginia. Pope had enige successen geboekt in het westelijk deel van de oorlog en Lincoln zocht een agressievere bevelhebber dan McClellan. Pope was niet erg populair bij zijn officieren. Zijn drie korpscommandanten hadden technisch een hogere rang dan Pope.
De Army of Virginia werd opgericht op 26 juni 1862 en werd samengesteld uit verschillende eenheden die reeds actief waren in of rond Virginia zoals generaal-majoor John C. Frémonts Mountain Departement, generaal-majoor Irvin McDowells Department of the Rappahannock, generaal-majoor Nathaniel P. Bankss Department of the Shenandoah, brigadegeneraal Samuel D. Sturgisss brigade van het Military District of Washington en brigadegeneraal Jacob D. Coxs divisies van westelijk Virginia. Het nieuwe leger telde 51.000 soldaten en werd ingedeeld in drie korpsen. Het I Corps werd geleid door generaal-majoor Franz Sigel die Frémont verving nadat hij ontslag genomen had toen hij hoorde van Popes benoeming. Het II Corps stond onder leiding van Banks en het III Corps werd geleid door McDowell. De reserve stond onder leiding van Sturgis. De cavaleriebrigades van kolonel John Beardsley en brigadegeneraals John P. Hatch en George D. Bayard werden ingedeeld bij de drie infanteriekorpsen. Dit zou nog gevolgen hebben in de komende veldtocht. Delen van het III Corps, het V Corps en het VI Corps van McClellans leger en generaal-majoor Ambrose Burnsides IX Corps (onder leiding van generaal-majoor Jesse L. Reno) werden bij Popes leger gevoegd, wat de sterkte van zijn leger op 77.000 soldaten bracht.
De Army of Northern Virginia onder leiding van Robert E. Lee werd ingedeeld in twee vleugels samen goed voor 55.000 soldaten. De rechtervleugel stond onder het bevel van generaal-majoor James Longstreet, de linkervleugel onder generaal-majoor Jackson. De cavaleriedivisie werd geleid door generaal-majoor J.E.B. Stuart en toegevoegd aan Jacksons vleugel. De organisatie van het leger was vereenvoudigd na de Zevendagenslag. Lee had verschillende divisiecommandanten ontslagen en die divisies verdeeld over de twee vleugels.

## Plannen en eerste manoeuvres
Popes opdracht was tweeledig. Hij moest enerzijds Washington en de Shenandoahvallei beschermen en anderzijds de Zuidelijke eenheden naar zich toe trekken om McClellans leger te ontlasten. Om het tweede deel van zijn opdracht aan te pakken stuurde hij cavalerie naar de Virginia Central Railroad om deze te vernietigen. Deze spoorweg verbond Gordonsville met Charlottesville, Virginia. De cavalerie onder leiding van Hatch was te traag. Op 19 juli had Jackson Gordonsville al bezet met 14.000 soldaten. (Na een tweede mislukte poging op 22 juli om de spoorweg te saboteren werd Hatch overgeplaatst naar een infanteriebrigade van brigadegeneraal Rufus Kings divisie in het III Corps.) Daarnaast had Pope, aangemoedigd door Lincoln, nog een andere opdracht. Voor de eerste keer in het conflict zouden de Noordelijken de Zuidelijke burgers rechtstreeks in contact proberen te brengen met de oorlog. Pope bracht drie zogenaamde General Orders uit. In General Order No. 5 stond te lezen dat het leger van het land moest leven. Alleen de loyale burgers zouden voor de voorraden vergoed worden. Sommige soldaten lazen hier officieuze orders in om te plunderen en te stelen. General Orders 7 en 11 gingen over de problemen en bestrijding van de guerrilla’s in de achterhoede. Ieder huis of eigendom van waaruit soldaten beschoten worden zal platgebrand worden en de bewoners zullen afgevoerd worden als krijgsgevangenen. Deze filosofie ging lijnrecht in tegen die van McClellan wat de veelvuldige wrijvingen tussen de twee generaals kan verklaren tijdens de veldtocht. De Zuidelijke regering was woest en Robert E. Lee bombardeerde Pope tot een gedrocht.
Na de Zevendagenslag kwam Lee tot het besluit dat McClellan uitgeteld was na de Schiereilandveldtocht. Zo was het niet meer nodig voor Lee om zijn volledig leger bij Richmond te houden ter verdediging van de stad. Daarop stuurde Lee Jackson naar Gordonsville om Pope te blokkeren en de Virginia Central Railroad te beschermen. Lee broedde ambitieuzere plannen uit. Het Noordelijke leger was verdeeld tussen Pope en McClellan. Beide legers waren niet in staat om onmiddellijke steun aan elkaar te verlenen. Lee zou daarom eerste Pope verslaan voor hij zijn aandacht opnieuw op McClellan zou richten.
Op 26 juli ontmoette Lee kapitein John S. Mosby, een partizaan en cavalerielegende die recent vrijgekomen was na een uitwisseling van gevangenen. Mosby had in Hampton Roads een groot aantal transportschepen gezien. Hieruit leidde hij af dat de eenheden van generaal-majoor Ambrose Burnside uit Nort Carolina overgebracht werden om Pope te versterken. Lee gaf de volgende dag het bevel aan generaal-majoor A.P. Hill om Jackson te versterken met 12.000 soldaten terwijl hijzelf McClellan zou afleiden met artilleriebeschietingen. McClellan stuurde een eenheid van Harrison’s Landing naar Malvern Hill. Lee stuurde eveneens soldaten. McClellan trok zich echter terug . Op 3 augustus gaf Henry W. Halleck, de opperbevelhebber, het bevel aan McClellan om zich volledig terug te trekken van het schiereiland naar noordelijke Virginia toe om Pope te ondersteunen in zijn operaties. McClellan protesteerde en zou pas op 14 augustus aan de definitieve terugtrekking beginnen.

## De veldslagen en tussentijdse manoeuvres

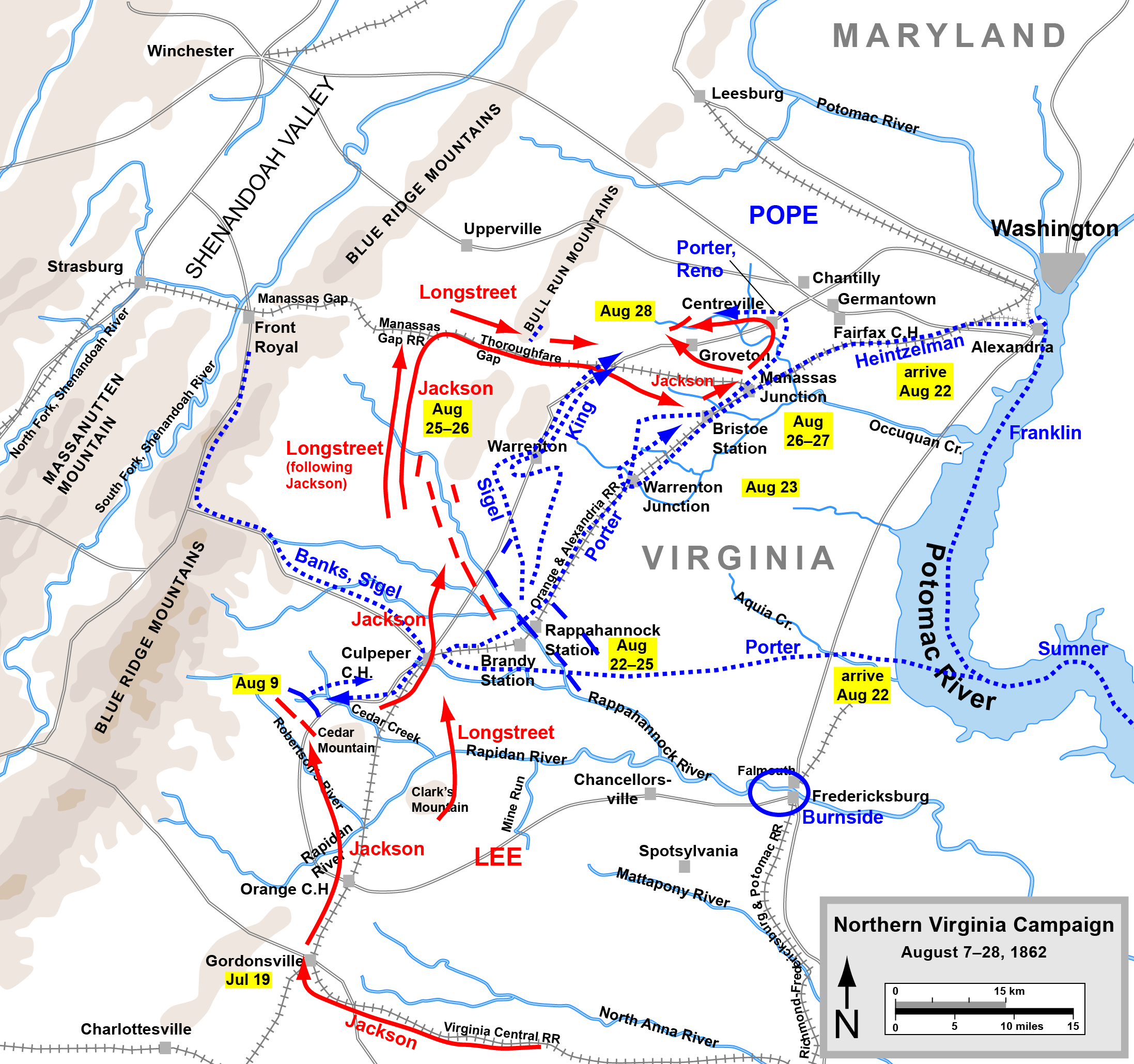
Veldtocht in Noord-Virginia van 7 augustus tot 28 augustus 1862.

Op 29 juli verplaatste Pope zijn hoofdkwartier naar zijn leger te velde. Hij werd op de hoogte gebracht van Hallecks bevel aan McClellan om zich bij hem aan te sluiten. In plaats van hierop te wachten, stuurde Pope een deel van zijn leger naar stellingen bij Cedar Mountain. Van daaruit kon hij cavalerieraids uitvoeren op Gordonsville. Jackson marcheerde naar Culpeper Court House op 7 augustus in de hoop om een korps van Pope te verslaan vooraleer de rest van zijn leger zou oprukken.

### DeSlag bij Cedar Mountain
Op 9 augustus viel Nathaniel Banks’ korps de Zuidelijke stellingen aan bij Cedar Mountain. Brigadegeneraal Charles S. Winder sneuvelde en zijn divisie werd van de kaart geveegd. Een Zuidelijke tegenaanval onder leiding van A.P. Hill dreef Banks over de Cedar Creek. De Zuidelijke aanval werd gestopt door de Noordelijke divisie van James B. Ricketts. Ondertussen besefte Jackson dat Popes korpsen elkaar steun verleenden waardoor hij in zijn opzet mislukte om ieder korps afzonderlijk te vernietigen. Jackson bleef bij Cedar Mountain tot 12 augustus toen hij zich terug trok naar Gordonsville.

### Lees opmars naar de Rappahannock
Op 13 augustus stuurde Lee Longstreet naar Jackson te versterking. De volgende dag stuurde Lee de rest van zijn eenheden (uitgezonderd twee brigades) naar Jackson toen hij zeker was dat McClellan geen bedreiging meer vormde. Lee arriveerde op 15 augustus in Gordonsville om het bevel op zich te nemen. Hij concentreerde zijn leger ten zuiden van Clark’s Mountain. Hij plande een draaibeweging om Popes leger te vernietigen voor McClellan zou arriveren. Lee zou op 18 augustus Stuarts cavalerie vooruit sturen, gevolgd door de rest van het leger, over de rivier de Rapidan waarbij zijn opmars onopgemerkt zou blijven door Clark’s Mountain. Stuart zou dan de spoorwegbrug bij Somerville Ford oversteken en vernietigen. Waarna hij een weidse flankeerbeweging zou uitvoeren om in de achterhoede van Pope terecht te komen. Dit zou een eventuele terugtocht van Pope afsnijden. Door logistieke problemen zou dit plan echter verlaten worden.
Op 20 en 21 augustus trok Pope zich terug naar de rivier de Rappahannock. Pope was op de hoogte van Lees originele plannen. Een Noordelijke cavalerieraid had een kopie van de geschreven orders gevonden. Stuart werd bijna gevangengenomen tijdens diezelfde raid. Zijn jas en gevederde hoed werden wel buitgemaakt door de vijandelijke cavalerie. Op 22 augustus voerde Stuart ter vergelding zijn eigen raid uit op het hoofdkwartier van Pope bij Catlett’s Station. Hierbij veroverde hij de jas van Pope. Stuarts raid toonde aan dat de Noordelijke rechterflank kwetsbaar was voor een vijandelijke flankeerbeweging, hoewel recente zware regenval dit bemoeilijkt zou hebben. Stuart had ook informatie bemachtigd over de verwachte versterkingen voor Pope. Zijn leger zou aangroeien tot 130.000 manschappen.

### DeEerste slag bij Rappahannock Station
Tussen 22 en 25 augustus vonden er schermutselingen plaats tussen beide legers langs de Rappahannock bij Waterloo Bridge, Lee Springs, Freeman’s Ford en Sulphur Springs. Hierbij vielen honderden slachtoffers. Deze schermutselingen fixeerde de aandacht van beide legers op de rivier. Zware regenval had het waterpeil doen stijgen. Lee kon de rivier niet oversteken. Pope wou de vijandelijke rechterflank aanvallen maar geraakte evenmin de rivier over. Ondertussen arriveerden de eerste versterkingen van de Army of the Potomac waaronder generaal-majoor Samuel P. Heintzelmans III Corps, generaal-majoor Fitz John Porters V Corps en elementen van het VI Corps onder leiding van brigadegeneraal George W. Taylor. Lee had nu minder soldaten dan de vijand. Daarom plande hij een flankeerbeweging met de helft van zijn leger onder Jackson en Stuart om de communicatielijnen van Pope door te snijden, namelijk de Orange & Alexandriaspoorweg. Pope zou daarop gedwongen worden zich terug te trekken wat hem kwetsbaar maakte voor Zuidelijke aanvallen. Jackson vertrok op 25 augustus. Diezelfde avond arriveerde hij in Salem (het hedendaagse Marshall, Virginia).

### DeSlag bij Manassas Station

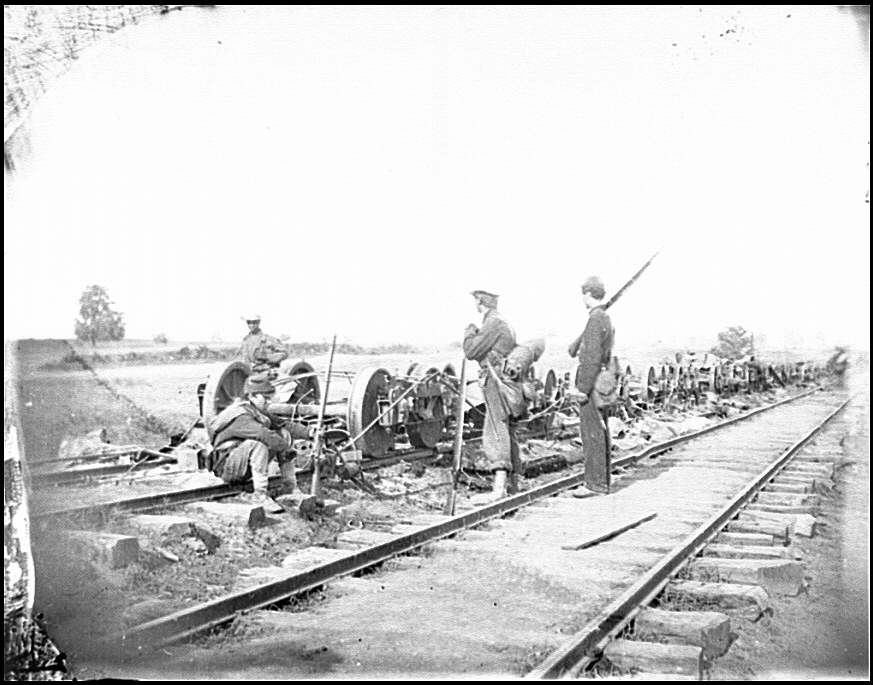
Noordelijke soldaten bij de Orange & Alexandriaspoorweg.

Na het flankeren van Popes rechterflank via Thoroughfare Gap, viel Jacksons vleugel in de avond van 26 augustus de Orange & Alexandriaspoorweg aan bij Bristoe Station. Voor de dageraad op 27 augustus had hij eveneens de grote Noordelijke depot bij Manassas Junction ingenomen en vernietigd. Deze verrassingsaanval dwong Pope om zijn leger terug te trekken naar een defensieve linie langs de Rappahannock. Diezelfde dag joeg Jackson een Noordelijke brigade op de vlucht bij Union Mills. Daarbij vielen enkelen honderden slachtoffers waaronder George Taylor. Generaal-majoor Richard S. Ewells divisie vocht een achterhoedegevecht uit tegen Joseph Hookers divisie bij Kettle Run. Daarbij vielen ongeveer 600 slachtoffers. Ewell kon een Noordelijke doorbraak tegenhouden tot het invallen van de duisternis. Daarna trok hij zich terug. Tijdens de nacht van 27 op 28 augustus marcheerde Jackson met zijn troepen naar stellingen ten noorden van de Eerste Slag bij Bull Run achter een onvoltooide spoorweg.

### DeSlag bij Thoroughfare Gap
Na schermutselingen nabij Chapman’s Mill in Thoroughfare Gap werd Ricketts’ Noordelijke divisie op 28 augustus geflankeerd door een Zuidelijke eenheid die door Hopewell Gap marcheerde en door eenheden die het hoger gelegen terrein bij Thoroughfare Gap zeker stelde. Ricketts trok zich terug. Daarna kon Longstreets vleugel ongehinderd door de pas marcheren om Jackson te versterken bij Bull Run. Dit zou de nederlaag inluiden van Pope in de komende slag op 29 en 30 augustus.

### DeTweede Slag bij Bull Run(Manassas)
De belangrijkste slag van de veldtocht vond plaats op 29 en 30 augustus bij Bull Run. Om Popes leger tot een slag te verleiden, viel Jackson vanuit zijn stellingen bij Bull Run een Noordelijk colonne aan die op 28 augustus voorbij marcheerde. De gevechten bij Brawners’s Farm duurde verschillende uren zonder echte winnaar.
Pope raakte overtuigd dat hij Jackson klem had gezet en concentreerde het merendeel van zijn leger tegen hem. Op 29 augustus lanceerde Pope een serie van aanvallen op Jacksons stellingen bij de onafgewerkte spoorweg. De aanvallen werden afgeslagen met zware verliezen aan beide zijden. Rond de middag arriveerde Longstreet op het slagveld en stelde zich aan Jacksons rechterflank op.
Op 30 augustus hernieuwde Pope zijn aanvallen. Hij was niet bewust van Longstreets aanwezigheid. Toen Zuidelijke artillerie een aanval van Porters korps had tegengehouden, voerde Longstreet een tegenaanval uit met 28.000 soldaten. De Noordelijke linkerflank werd verpulverd en terug gedrongen naar de Bull Run. Een moedig achterhoedegevecht van de Noordelijken voorkwam een catastrofale terugtocht zoals in de Eerste Slag bij Bull Run het jaar voordien. Toch was Popes terugtocht naar Centreville, Virginia niet zonder hindernissen. Lee zette op 31 augustus de achtervolging in.

### DeSlag bij Chantilly
Door een weidse flankeerbeweging uit te voeren, hoopte Jackson de Noordelijke terugtocht van Bull Run af te snijden. Op 1 september stuurde Jackson zijn divisies ten aanval tegen twee Noordelijke divisies onder de generaals-majoor Philip Kearny en Isaac Stevens nabij de plantage van Chantilly bij Ox Hill. De Zuidelijke aanvallen werden tegengehouden na zware vuurgevechten in een even zwaar onweer. Stevens en Kearny verloren hierbij beiden het leven. Pope liet zijn leger terugtrekken naar Washington.

## Gevolgen
De veldtocht in Noord-Virginia werd duur betaald door beide zijden. De Noordelijken verloren 16.054 soldaten (1.724 gedood, 8.372 gewond en 5.958 vermist of gevangen) van ongeveer 75.000 manschappen. De Zuidelijken verloren 9.197 soldaten (1.481 gedood, 7.627 gewond en 89 vermisten of gevangen) van de 48.500.
De veldtocht werd een triomf voor Lee, Jackson en Longstreet. De militaire historicus John J. Hennessy zou later de veldtocht beschrijven als "een gelukkig huwelijk tussen strategie en tactiek." Lee speelde zijn commandanten zeer goed uit. Jacksons flankeerbeweging van 80 km in 36 uur naar de achterhoede van de vijand werd zeer goed uitgevoerd. Longstreets aanval op 30 augustus was perfect getimed waardoor het Noordelijk leger vernietigd werd.
Pope werd daarna vrijwel belegerd in Washington. Zijn militaire carrière zou gedaan geweest zijn, mocht Pope geen goede verstandhouding gehad hebben met Lincoln. Hij werd overgeplaatst naar Milwaukee in Wisconsin waar hij het bevel kreeg over het Departement of the Northwest. Daar zou hij betrokken raken in de Dakotaoorlog van 1862. Generaal-majoor George B. McClellan nam het bevel over van alle Noordelijke strijdkrachten rond Washington. De Army of the Potomac nam alle eenheden over van de Army of Virginia die op 12 september 1862 ophield te bestaan.
Pope was geen dreiging meer. McClellan reorganiseerde zijn leger. Ondertussen viel Lee op 4 september Maryland binnen. Deze Marylandveldtocht omvatte de Slag bij Harpers Ferry, de Slag bij South Mountain en de bloedige Slag bij Antietam.